# Hills and Dales (Ohio)
Hills and Dales è un villaggio degli Stati Uniti d'America, situato nello stato dell'Ohio, nella contea di Stark.